# Pseudolycoriella virgata
Pseudolycoriella virgata är en tvåvingeart som beskrevs av Mohrig, Roeschmann och Björn Rulik 2004. Pseudolycoriella virgata ingår i släktet Pseudolycoriella och familjen sorgmyggor.
Artens utbredningsområde är Dominikanska republiken. Inga underarter finns listade i Catalogue of Life.